# Abborrträsket, Ångermanland
Abborrträsket är en sjö i Nordmalings kommun i Ångermanland och ingår i Leduåns huvudavrinningsområde. Sjön har en area på 0,0921 kvadratkilometer och ligger 239,9 meter över havet. Vid provfiske har regnbåge och röding fångats i sjön.

## Delavrinningsområde
Abborrträsket ingår i det delavrinningsområde (706970-167101) som SMHI kallar för Utloppet av Abborrträsket. Medelhöjden är 252 meter över havet och ytan är 0,59 kvadratkilometer. Det finns inga avrinningsområden uppströms utan avrinningsområdet är högsta punkten. Vattendraget som avvattnar avrinningsområdet har biflödesordning 3, vilket innebär att vattnet flödar genom totalt 3 vattendrag innan det når havet efter 38 kilometer. Avrinningsområdet består mestadels av skog (85 procent). Avrinningsområdet har 0,09 kvadratkilometer vattenytor vilket ger det en sjöprocent på 16 procent.